# Palacio de Bellas Artes de Barcelona

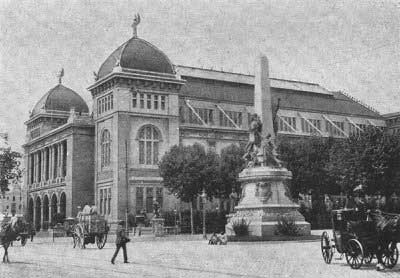
Exterior

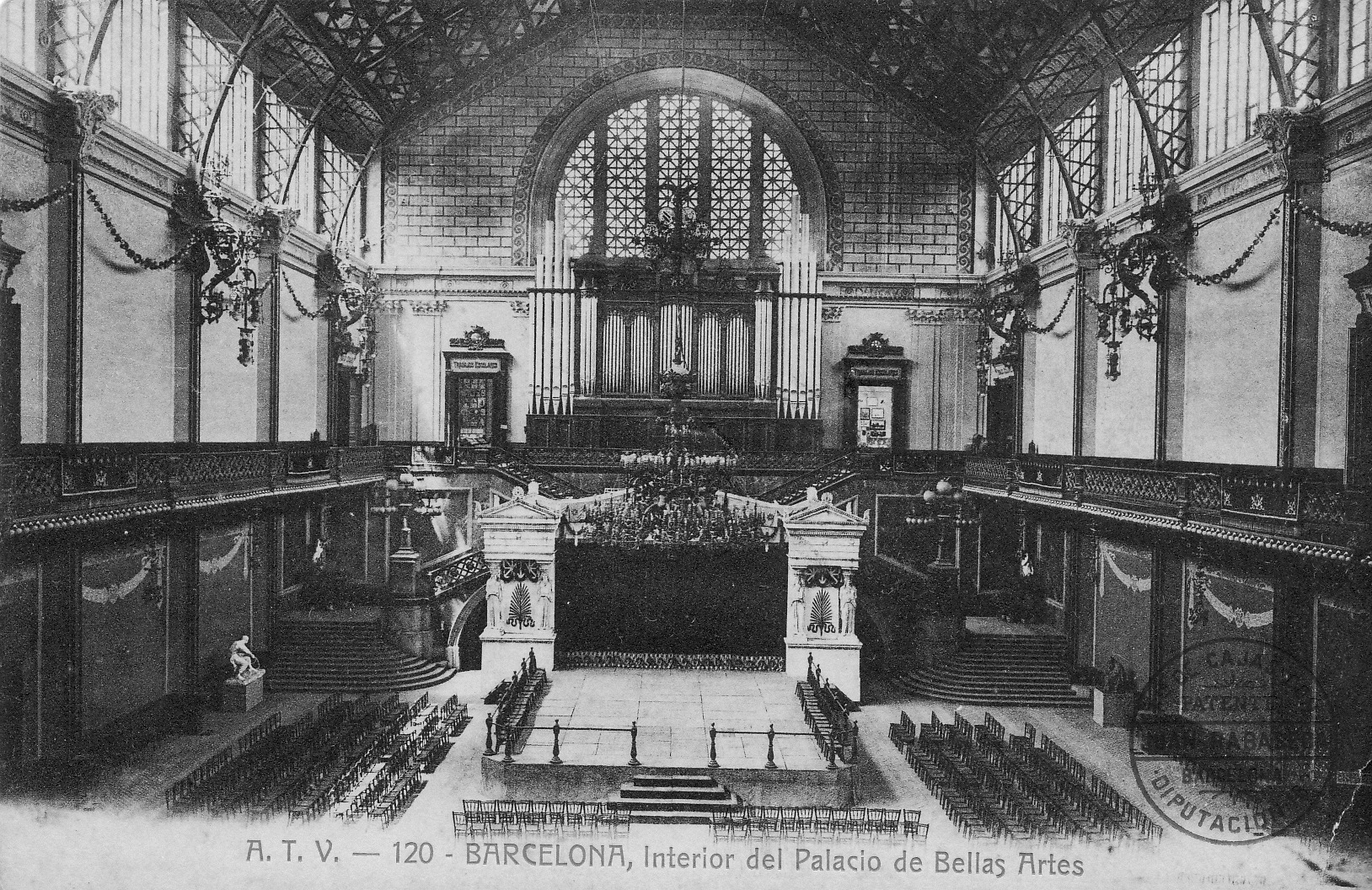
Salón de la Reina Regente

El  Palacio de las Bellas Artes  fue un edificio polivalente de Barcelona, ubicado en la esquina del paseo de Lluís Companys y paseo de Pujades, frente al parque de la Ciudadela, construido con motivo de la Exposición Universal de 1888. Fue dañado durante la guerra civil y se demolió en 1942.

## Edificio
Obra de Augusto Font Carreras, fue destinado a exposiciones artísticas, conciertos y eventos culturales y sociales. El edificio era de planta rectangular y medía 91 x 50 metros. La estructura de hierro permitía cubrir un gran salón de actos. Exteriormente, destacaban las cuatro torres de ladrillo visto en las esquinas, coronadas con cúpula las dos de la fachada principal. En la segunda planta, disponía de diferentes salas, dispuestas en torno a la principal, que gozaban de luz cenital. 
El edificio, básicamente, constaba de una gran sala, el Salón de la Reina Regente, con 2000 m² de superficie, destinada a actos públicos. Una publicación de principios del siglo XX la describe:

Es uno de los Salones más vastos y elegantes que nuestra ciudad encierra, y responde admirablemente al Objeto con que fue construido, que no es otro que el de celebrar en él grandes fiestas artísticas, musicales, literarias y de todos los géneros que se ofrezcan. Bien proporcionada, decoración con singular Acierto, sin adornos superfluos ni mezquindades ridículas, en la primera impresión se le juzgo favorablemente y tras un rato de contemplación se le admira sin restricciones.

Estaba decorado con esculturas y pinturas de los mejores artistas de la época (Eduard Alentorn, Mariano Benlliure, Modest Urgell, etc.).
Después de la exposición, continuó abierto hasta marzo de 1938, momento en el que resultó alcanzado en la nave del Salón Central por una bomba lanzada por la Aviación Legionaria italiana. En la inmediata posguerra se estudió un proyecto para transformarlo en la estación central de autobuses de la ciudad, que finalmente no fructificó. Fue demolido durante el verano de 1942, argumentando su mal estado, aprovechando para vender el hierro de la estructura. Posiblemente tuvo que ver que el palacio era visto como un edificio que, por los actos que habían tenido lugar, gozaba de una cierta significación catalanista y obrerista. En el solar se levantó posteriormente el edificio de los juzgados municipales.

## Uso como sala de actos
En el Palacio se celebró la inauguración oficial de la Exposición Universal, el 20 de mayo de 1888, con asistencia de la reina regente María Cristina de Austria y el rey niño Alfonso XIII. Posteriormente se convirtió, por la capacidad de su sala, en el recinto más importante de la ciudad para celebrar actos públicos, congresos, exposiciones, etc. También fue el recinto en donde se celebraron durante años las festividades de los Juegos Florales.
Otros acontecimientos importantes que albergó fueron, el 16 de abril de 1904, la inauguración oficial de la Caja de Pensiones para la Vejez y de Ahorros de Cataluña y Baleares por Alfonso XIII, que fue nombrado su Presidente Honorario; y, el 30 de octubre y 1 de noviembre de 1910, el congreso de Solidaridad Obrera, llamado "Congreso de Bellas Artes", con delegados sindicales de toda España y donde se fundó la CNT.

## Uso como sala de conciertos
La sala contaba con un gran órgano de Aquilino Amezua (1847-1912): tenía cinco teclados manuales y pedal y funcionaba con electricidad, en ese momento, era uno de los mejor órganos de su tipo en Europa. Fue organista oficial Primitivo Pardàs y dieron recitales músicos como Gigó, Widor, Guilmant y Saint-Saëns.
La Orquesta Sinfónica de Barcelona y la Banda Municipal de Barcelona ofrecieron con regularidad conciertos en el recinto. Entre 1930 y 1936 fueron muy populares los conciertos de la Banda de los domingos por la mañana, bajo la dirección de Joan Lamote de Grignon, que se transmitían por radio y cuya entrada con derecho a asiento solo costaba una peseta, siendo gratis para los que no se sentaban. Fueron el medio de difusión del repertorio sinfónico (aunque arreglado para banda) más importante de la época, junto con los ofrecidos por la Asociación Obrera de Conciertos.

## Uso como museo y sala de exposiciones
Durante la exposición se exhibió una colección de obras de arte provenientes de las colecciones municipales y de otros fondos de toda España. Entre 1891 y 1915, el edificio fue la primera sede del Museo Municipal de Bellas Artes de Barcelona, reuniendo las diferentes colecciones de arte del Ayuntamiento, que años más tarde se incorporarían al Museo Nacional de Arte de Cataluña. También albergó exposiciones anuales oficiales de pintura y escultura, además de otros de industrias artísticas.
En mayo de 1919 acogió el primer Salón del Automóvil de Barcelona y, en 1920, la primera feria oficial de muestras de la ciudad.

## Uso como recinto deportivo
Durante la década inmediatamente anterior a la Primera Guerra Mundial, tanto el edificio como sus jardines fueron escenario habitual de competiciones deportivas, especialmente esgrima, acogiendo los primeros torneos tanto nacionales como internacionales celebrados en la ciudad.